# Саудовская Аравия
Сау́довская Ара́вия (араб. السُّعُودِيَّة‎, Ас-Су‘уди́йя), официальное название — Короле́вство Сау́довская Ара́вия (араб. المَملَكَة العَرَبِيَّة السُّعُودِيَّة‎, Аль-Мамляка аль-‘Арабийя ас-Су‘удийя) — крупнейшее государство на Аравийском полуострове. Граничит с Иорданией, Ираком и Кувейтом на севере, Катаром и Объединёнными Арабскими Эмиратами на востоке, Оманом на юго-востоке и Йеменом на юге и омывается Персидским заливом на северо-востоке и Красным морем — на западе.
Саудовскую Аравию часто называют «Страной двух святынь», имея в виду Мекку и Медину — два главных священных города ислама. Краткое название страны на арабском языке — Ас-Су’уди́я (ٱلسُّعُوْدِيَّة‎).
Саудовская Аравия в настоящее время — одно из трёх государств мира, имеющих название, данное в честь правящей династии (Саудитов), наряду с Иорданским Хашимитским Королевством (у власти находится династия Хашимитов) и княжеством Лихтенштейн (владение князей фон унд цу Лихтенштейн).
Саудовская Аравия с её колоссальными запасами нефти — основное государство Организации стран — экспортёров нефти (ОПЕК). В 2015 году занимала первое место в мире по экспорту нефти, в 2017 году — второе место по добыче нефти (после России). Экспорт нефти составляет 95 % экспорта и 75 % доходов страны.

## Этимология
После объединения Неджда, Хиджаза, Эль-Хаса и Катифа в единое государство под руководством Абдул-Азиза королевским указом от 23 сентября 1932 года новому государству было дано название Аль-Мамляка аль-Араби́йя ас-Су'уди́йя (الْمَمْلَكَةُ الْعَرَبِيَّةُ السُّعُودِيَّةُ‎). На другие языки это название обычно переводится как «Королевство Саудовская Аравия», хотя буквально оно означает «Саудовское арабское королевство» или «Арабское королевство Саудовской Аравии».
Слово «саудовский» в названии страны происходит от Ас-Су’уди́йя, что является нисбой, образованной от фамилии правящей династии Саудовской Аравии — Аль Сауда, Саудиты (араб. آل سُعُود‎ [ʔaːl sʊʕuːd]). Включение этой части в название страны показывает, что страна является личным владением королевской семьи.
Аль Сауд — арабское имя, образованное путём добавления слова аль (в значении «род», поэтому не происходит превращения в Ас- или Эс-, как это произошло бы с определённым артиклем аль/эль) к личному имени предка. Применительно к Саудитам — это Сауд, отец основателя и первого правителя саудовского государства, Дирийского эмирата, Мухаммада ибн Сауда (ок. 1710—1765).

## География
Саудовская Аравия занимает около 80 % территории Аравийского полуострова. Из-за того, что национальные границы государства чётко не определены, точная площадь Саудовской Аравии неизвестна. По официальным сведениям, она составляет 2 217 949 км², по другим — от 1 960 582 км² до 2 240 000 км². Так или иначе, Саудовская Аравия является 13-м по площади государством в мире.
На западе страны, вдоль берега Красного моря протягивается горная цепь аль-Хиджаз. На юго-западе высота гор достигает 2 500 метров. Самая высокая точка Саудовской Аравии — вершина Джабаль-эль-Лауз. Там же расположен курортный район Асир, привлекающий туристов своей зеленью и мягким климатом. Восток же занят в основном пустынями. Юг и юго-восток Саудовской Аравии почти полностью занимает пустыня Руб-эль-Хали, через которую проходит граница с Йеменом и Оманом.
Бо́льшую часть территории Саудовской Аравии занимают пустыни и полупустыни, которые заселены кочующими бедуинскими племенами. Население же сосредоточено вокруг нескольких крупных городов — как правило, на западе или на востоке у побережья.

### Рельеф
По устройству поверхности бо́льшая часть страны — обширное пустынное плато (высота — от 300—600 м на востоке до 1520 м на западе), слабо расчленённое сухими руслами рек (вади). На западе, параллельно побережью Красного моря, протянулись горы Хиджаз (араб. ٱلْحِجَاز‎ [alħɪˈdʒaːz] — «барьер») и Асир (араб. عَسِيرٌ‎ — «трудный») высотой 2500—3000 м (с высшей точкой — горой Эн-Наби-Шуайб, 3353 м), переходящие в прибрежную низменность Тихама (шириной от 5 до 70 км). В горах Асира рельеф меняется от горных вершин до крупных долин. Перевалов через горы Хиджаз мало; сообщение между внутренними районами Саудовской Аравии и берегами Красного моря ограничено. На севере, вдоль границ Иордании, протянулась каменистая пустыня Эль-Хамад. В северной и центральной части страны расположены наиболее крупные песчаные пустыни: Большой Нефуд и Малый Нефуд (Дехна), известные своими красными песками; на юге и юго-востоке — Руб-эль-Хали (араб. ٱلرُّبْع ٱلْخَالِي‎ [ar. rubʕ al xaːliː] — «пустая четверть») с барханами и грядами в северной части до 200 м. Через пустыни пролегают неопределённые границы с Йеменом, Оманом и Объединёнными Арабскими Эмиратами. Общая площадь пустынь достигает приблизительно 1 млн км², в том числе Руб-эль-Хали — 777 тыс. км². Вдоль побережья Персидского залива протянулась местами заболоченная или покрытая солончаками низменность Эль-Хаса (шириной до 150 км). Морские берега преимущественно низкие, песчаные, слабо изрезанные.

### Климат
Климат в Саудовской Аравии — крайне засушливый. Аравийский полуостров — одно из немногих мест на Земле, где летом температура постоянно превышает 50 °C. Снег выпадает лишь в горах Джизан на западе страны и не каждый год. Средняя же температура в январе составляет от 8 °C до 20 °C в городах в пустынной местности и от 20 °C до 30 °C на побережье Красного моря. Летом температура в тени колеблется от 35 °C до 43 °C. Ночью в пустыне иногда можно столкнуться с температурами, близкими к 0 °C, так как песок быстро отдаёт тепло, накопленное за день.
Среднегодовой уровень осадков составляет 100 мм. В центре и на востоке Саудовской Аравии дожди идут исключительно поздней зимой и весной, тогда как на западе — только зимой.
Температура воздуха:
| Месяц    | днём, °C | ночью | осадки, мм |
| -------- | -------- | ----- | ---------- |
| Январь   | 22       | 16,5  | 21         |
| Февраль  | 23,5     | 16,5  | 8          |
| Март     | 26,5     | 16,5  | 16,5       |
| Апрель   | 29,5     | 18,5  | 4          |
| Май      | 33       | 22,5  | 3,5        |
| Июнь     | 34,5     | 24,5  | 0          |
| Июль     | 38       | 24,5  | 0          |
| Август   | 37       | 25    | 0          |
| Сентябрь | 35       | 24,5  | 0          |
| Октябрь  | 33       | 21,5  | 3          |
| Ноябрь   | 24       | 15    | 11         |
| Декабрь  | 29       | 17    | 11,5       |

### Внутренние воды
Саудовская Аравия является почти бессточной областью, временные водотоки образуются после интенсивных дождей. Наиболее крупные вади — Эр-Румма, Эс-Сирхан, Эд-Давасир, Биша, Наджран. После редких ливней вади иногда превращаются в мощные грязевые потоки. К вади приурочены оазисы.

### Растительный мир
На песках местами произрастают белый саксаул, верблюжья колючка, на хамадах — лишайники, на лавовых полях — полыни, астрагалы, по руслам вади — одиночные тополя, акации, а в более засолённых местах — тамариск; по побережьям и солончакам — галофитные кустарники. Значительная часть песчаных и каменистых пустынь почти полностью лишена растительного покрова. Весной и во влажные годы в составе растительности усиливается роль эфемеров. В горах Асира — участки саванн, где произрастают акации, дикие маслины, миндаль. В оазисах — рощи финиковых пальм, цитрусовых, бананов, зерновые и огородные культуры.

### Животный мир
Животный мир страны довольно разнообразен: антилопа, газель, даман, волк, шакал, гиена, лисица-фенек, каракал, онагр, заяц. Много грызунов (песчанки, суслики, тушканчики и др.) и пресмыкающихся (змеи, ящерицы, черепахи). Среди птиц — орлы, коршуны, грифы, соколы-сапсаны, дрофы, жаворонки, рябки, перепела, голуби. Береговые низменности служат очагом размножения саранчи. В Красном море и Персидском заливе обитают более 2000 видов кораллов (особенно ценится чёрный коралл). 39,64 % площади страны занимают 128 охраняемых территорий.
В середине 1980-х гг. правительство организовало Национальный парк Асир, где сохраняются такие почти исчезнувшие виды диких животных, как аравийский орикс и нубийский горный козёл.

## История

### Древнейшая история
Территория нынешней Саудовской Аравии — историческая родина арабских племён, которые первоначально обитали на северо-востоке, а во II тысячелетии до н. э. заняли весь Аравийский полуостров. При этом арабы ассимилировали негроидное население южной части полуострова.
С начала I тысячелетия до н. э. на юге полуострова существовали Минейское и Сабейское царства, в качестве их транзитных торговых центров возникли древнейшие города Хиджаза — Мекка и Медина. В середине VI века Мекка объединила окрестные племена и отразила эфиопское нашествие.
В начале VII века в Мекке Мухаммед начал распространять ислам. В 622 году он переселился в оазис Ясриб (будущую Медину), который стал центром зарождающегося арабского государства. С 632 по 661 год Медина являлась резиденцией халифов и столицей Арабского халифата.

### Распространение ислама
После переселения пророка Мухаммеда в Ясриб, названный позже Мединой (араб. المدينة النبي‎ —  «город Пророка»‎) в 622 году был подписан договор между мусульманами во главе с пророком Мухаммедом и местными арабскими и иудейскими племенами. Во время нападения курайшитов и их союзников в битве у рва иудейское племя бану Курайза нарушило договор, отношения между мусульманами и иудеями приняли откровенно враждебный характер.
В 632 году со столицей в Медине был основан Праведный халифат, охвативший практически всю территорию Аравийского полуострова. Ко времени начала правления второго халифа Умар ибн аль-Хаттаба (634) все иудеи были изгнаны из Хиджаза. В результате завоеваний к IX веку арабское государство раскинулось на территории всего Ближнего Востока, Ирана, Средней Азии, Закавказья, Северной Африки, а также Южной Европы (Пиренейский полуостров, острова Средиземного моря).

### Аравия в Средние века
В XVI веке в Аравии начало устанавливаться турецкое владычество. К 1574 г. Османская империя во главе с султаном Селимом II окончательно завоевала Аравийский полуостров. Пользуясь слабой политической волей султана Махмуда I (1730—1754), арабы начали предпринимать первые попытки в строительстве собственной государственности. Самыми влиятельными на тот момент арабскими семьями в Хиджазе являлись Сауды и Рашиди.

### Первое Саудовское государство
Зарождение Саудовского государства началось в 1744 г. в центральном регионе Аравийского полуострова. Правитель города Ад-Дирийя Мухаммад ибн Сауд и исламский проповедник Мухаммад ибн Абд аль-Ваххаб объединились с целью создания единого мощного государства. Этот союз, заключённый в XVIII веке, положил начало правящей по сей день династии Саудов. Через некоторое время молодое государство со столицей в Ад-Дирийе подверглось давлению со стороны Османской империи, обеспокоенной усилением арабов у своих южных границ и завоеванием ими Мекки и Медины. В 1817 году османский султан отправил на Аравийский полуостров войска под командованием Мухаммеда Али-паши, которые разгромили относительно слабую армию Имама Абдаллы. Таким образом, Первое Саудовское государство просуществовало 73 года.

### Второе Саудовское государство
Несмотря на то, что туркам удалось разрушить зачатки арабской государственности, всего через 7 лет (в 1824) было основано Второе Саудовское государство со столицей в Эр-Рияде. Это государство просуществовало 67 лет и было уничтожено давними врагами Саудов — династией Рашиди родом из Хаиля. Семья Саудов была вынуждена бежать в Кувейт.

### Третье Саудовское государство
В 1902 году 22-летний Абдул-Азиз из семьи Саудов захватил Эр-Рияд, расправившись с губернатором из семьи Рашиди. В 1904 Рашиди обратились за помощью к Османской империи, которая ввела свои войска в регион, но на сей раз турки потерпели поражение и в итоге удалились. В 1912 Абдул-Азиз захватил весь регион Неджд. В 1920 году, используя материальную поддержку британцев, Абдул-Азиз окончательно разбил Рашиди. В 1925 году была захвачена Мекка. 10 января 1926 года Абдул-Азиз Аль Сауд был объявлен королём Хиджаза. В 1927 году Великобритания признала независимость королевства. Через несколько лет Абдул-Азиз захватил практически весь Аравийский полуостров. 23 сентября 1932 года Неджд и Хиджаз были объединены в одно государство, названное Саудовской Аравией. Сам же Абдул-Азиз стал королём Саудовской Аравии.
В марте 1938 года в Саудовской Аравии были открыты колоссальные нефтяные месторождения. Из-за начала Второй мировой войны их разработка началась лишь в 1946 году, и к 1949 в стране уже была хорошо налаженная нефтяная индустрия. Нефть стала источником богатства и процветания государства.
В ходе Второй Мировой Войны Саудовская Аравия длительное время соблюдала нейтралитет, впрочем, благожелательный для антигитлеровской коалиции: в 1941 году страна разорвала дипломатические отношения с Германией, в 1942 году с Италией. В 1943 году США распространили на Саудовскую Аравию действие закона о ленд-лизе. В феврале 1945 года королевство объявило войну Германии, но в боевых действиях его войска не участвовали.
Первый король Саудовской Аравии вёл достаточно изоляционистскую политику. При нём страна так и не стала членом Лиги Наций. До своей смерти в 1953 году он покидал страну лишь 3 раза. Тем не менее, в 1945 году Саудовская Аравия была в числе основателей ООН и Лиги арабских государств.
Преемником Абдул-Азиза стал его сын Сауд. Его непродуманная внутренняя политика привела к тому, что в стране произошёл государственный переворот, Сауд бежал в Грецию, власть перешла в руки его брата Фейсала. Фейсал внёс огромный вклад в развитие страны. При нём многократно возрос объём нефтедобычи, что позволило провести ряд социальных реформ в стране и создать современную инфраструктуру. В 1973 году, потребовав возвращения Иерусалима и сняв саудовскую нефть со всех торговых площадок, Фейсал спровоцировал на Западе энергетический кризис. Его радикализм находил понимание не среди всех, и два года спустя Фейсал был застрелен собственным племянником. После его смерти, при короле Халиде внешняя политика Саудовской Аравии стала более умеренной. После Халида трон унаследовал его брат Фахд, в 2005 году — Абдалла, а в 2015 году — Салман.
Палата представителей США обвиняет правительство Саудовской Аравии в причастности к терактам 11 сентября 2001 года. Первый иск к Саудовской Аравии подала Стефани Росс Десимон, чей супруг погиб при столкновении захваченного боевиками самолёта со зданием Пентагона.

### Волнения 2011—2012
10 марта 2011 года в городе Эль-Катифе полиция открыла огонь по митинговавшим шиитам, которые требовали выпустить из тюрем их единоверцев. Три человека получили ранения во время беспорядков.
Митинги в Саудовской Аравии запрещены министерством внутренних дел с начала марта 2011 года на том основании, что манифестации и шествия противоречат шариату. Тогда же полиция получила право применять любые средства для пресечения незаконных собраний.
4 октября 2011 года произошли волнения в Восточной провинции, населённой в основном шиитами. Саудовские власти считают, что напряжённость нагнетается из-за рубежа — в основном, Ираном.
В результате волнений по подозрению в терроризме был арестован шиитский аятолла Ан-Нимр. 2 января 2016 года он был казнён.

## Население
Численность населения Саудовской Аравии в 2021 году составила 34 783 757 человек. По состоянию на 2019 год (по данным ООН), иммигранты составляют 38,3 % от общей численности населения страны. Государственный язык — арабский.
Городское население — 84,5 % (2021 год).
Суммарный коэффициент рождаемости на 2021 год — 1,95 рождения на женщину.
Грамотность — 95,3 %; мужчин — 97,1 %, женщин — 92,7 % (2017 год).
Около 12,84 % населения составляет возрастная группа до 15 лет, 83,53 % — от 15 до 65 лет, 3,63 % — старше 65 лет.
В 2021 году рождаемость оценивалась в 14,56 на 1000 населения, смертность — 3,39 на 1000, иммиграция — 5,04 на 1000, прирост населения составил 1,62 %.
Младенческая смертность — 12,58 на 1000 новорождённых.
Ожидаемая продолжительность жизни населения по состоянию на 2021 год: 76,4 года, у мужчин — 74,81 года, у женщин — 78,07 года.
Средний возраст населения по состоянию на 2020 год — 30,8 года (мужчины — 35 лет, женщины — 27,9 года)

### Основные города
81 % населения Саудовской Аравии сосредоточено в городах. Крупнейший город, столица королевства, а также его политический, культурный (помимо мест поклонения) и научный центр — Эр-Рияд с населением более 7 млн человек. Джидда — второй по величине город страны, её «экономическая столица», важнейший порт на Красном море.
Мекка и Медина, являясь одними из крупнейших городов страны, являются символами Саудовской Аравии и священными городами ислама. Как правило, в период хаджа за счёт паломников со всего мусульманского мира население Мекки может удваиваться, в связи с чем в ней построены крупнейшие в мире палаточные городки, паркинги и, первый в стране метрополитен с высокой провозной способностью.
Важнейшую роль в экономике страны играют порты на Персидском заливе: Даммам (крупнейший в мире нефтеналивной), Джубайль и Хафджи. В этих же городах сосредоточены основные нефтеперерабатывающие приспособления.
- Эр-Рияд — столица страны
- Медина
Население — 1 300 000 чел.
- Мекка
Население — 1 700 000 чел.
- Джидда, население — 4 697 000 чел.

## Административное деление
Саудовская Аравия разделена на 13 административных округов (араб. المناطق الإدارية‎ almnat aladarih), ранее также известных как провинции, эмираты или минтаки (mintaqat, в ед. ч. — mintaqah):
| #  | № на карте | Административный округ | араб. ‎          | Административный центр | Площадь, км² | Население, чел. (2015) | Плотность, чел./км² |
| -- | ---------- | ---------------------- | --------------- | ---------------------- | ------------ | ---------------------- | ------------------- |
| 1  | 6          | Эр-Рияд                | الرياض          | Эр-Рияд                | 404240       | 7910864                | 19,57               |
| 2  | 11         | Мекка                  | مكة المكرمة     | Мекка                  | 153128       | 8099473                | 52,89               |
| 3  | 4          | Медина                 | المدينة المنورة | Медина                 | 151990       | 2061383                | 13,56               |
| 4  | 5          | Эль-Касим              | القصيم          | Бурайда                | 58046        | 1402974                | 24,17               |
| 5  | 7          | Эш-Шаркия              | المنطقة الشرقية | Эд-Даммам              | 672522       | 4762871                | 7,08                |
| 6  | 8          | Асир                   | عسير            | Абха                   | 76693        | 2194463                | 28,61               |
| 7  | 13         | Табук                  | تبوك            | Табук                  | 146072       | 907494                 | 6,21                |
| 8  | 9          | Хаиль                  | حائل            | Хаиль                  | 103887       | 685820                 | 6,60                |
| 9  | 2          | Эль-Худуд-эш-Шамалия   | الحدود الشمالية | Аръар                  | 111797       | 367433                 | 3,29                |
| 10 | 10         | Джизан                 | جازان           | Джизан                 | 11671        | 1568727                | 134,41              |
| 11 | 12         | Наджран                | نجران           | Наджран                | 149511       | 581789                 | 3,89                |
| 12 | 1          | Эль-Баха               | الباحة          | Эль-Баха               | 9921         | 471755                 | 47,55               |
| 13 | 3          | Эль-Джауф              | الجوف           | Сакака                 | 100212       | 506372                 | 5,05                |
|    |            | всего                  |                 |                        | 2149690      | 31521418               | 14,66               |

## Государственное устройство
Государственное устройство Саудовской Аравии определяется Основным законом Королевства, носящим название «Основной низам правления Саудовской Аравии», который был принят в 1992 году. Согласно ему, Саудовская Аравия является абсолютной теократической монархией, управляемой сыновьями и внуками первого короля Абдул-Азиза. Закон основан на исламском праве. Теоретически власть короля ограничена лишь нормами шариата.
Главой государства является король. В настоящее время Саудовской Аравией руководит сын основателя страны король Салман ибн Абдул-Азиз Аль Сауд из династии Саудитов. Важнейшие государственные указы подписываются после консультаций с улемами (группой религиозных лидеров государства) и прочими важными членами саудовского общества. Королю подчинены все ветви власти. Наследник престола назначается королём после избрания его «Советом Преданности», учреждённым в соответствии с законом 2006 года, при этом наследование престола происходит от брата к брату (среди сыновей короля Абдул-Азиза), а лишь после того, как не останется ни одного из них, к старшему из следующего поколения. Женская линия в престолонаследовании не учитывается.
Исполнительная власть в виде Совета министров состоит из премьер-министра, первого заместителя премьер-министра и двадцати министров. Все министерские портфели распределены между родственниками короля и назначаются им самим.
Законодательная власть представлена в виде некоего подобия парламента — Консультативной ассамблеи (Меджлис аш-Шура). Все 150 членов Консультативной ассамблеи назначаются королём на четырёхлетний срок. Политические партии находятся под запретом. В 2011 году было принято решение разрешить назначение в Совет и женщин.
Судебная власть представляет собой систему религиозных судов, где судьи назначаются королём по представлению Верховного судебного совета. Верховный судебный совет в свою очередь состоит из 12 человек, также назначаемых королём. Законом гарантируется независимость суда. Король же выступает в роли высшей судебной инстанции с правом амнистии.

### Местные выборы
Даже органы местной власти до 2005 года в стране не избирались, а назначались. В 2005 власти приняли решение провести первые более чем за 30 лет муниципальные выборы. От участия в голосовании отстранены женщины, а также военнослужащие. К тому же избирался не весь состав местных советов, а только половина. Другая половина по-прежнему назначается правительством. 10 февраля 2005 года в Эр-Рияде состоялся первый этап муниципальных выборов. К участию в них были допущены только мужчины в возрасте 21 года и старше. Второй этап прошёл 3 марта в пяти регионах на востоке и юго-западе страны, третий — 21 апреля в семи регионах на севере и западе страны. В первом же туре все семь мест в совете Эр-Рияда получили кандидаты, которые являлись либо имамами местных мечетей, либо учителями традиционных исламских школ, либо сотрудниками исламских благотворительных организаций. Такой же расклад сил повторился и в других регионах.

### Судебная система
Занявший в 2005 году трон король Абдалла стремился реформировать судебную систему страны и в октябре 2007 года подписал соответствующий указ. Но вступать в прямую конфронтацию с влиятельнейшим саудовским институтом судей, трактующим нормы шариата и являющимся оплотом консервативных сил в стране, король не стал. Кроме того, он понимал необходимость очень осторожного реформирования исламской системы страны, ведь именно правила этой системы легитимизируют право династии Саудов на трон страны. Спасая имидж Саудовской Аравии на международной арене, король Абдалла использовал практику королевских помилований в особо противоречивых ситуациях, как в случае с изнасилованием девушки из эль-Катифа.

### Права человека
Уголовное право основано на законах шариата. В стране чрезвычайно низкий официальный уровень преступности, что объясняется закрытостью страны, а также тем, что шариат не приветствует сообщать о правонарушениях в полицию. Законом запрещены устные или письменные обсуждения существующего политического строя.
В стране строго запрещены употребление и оборот алкоголя и наркотиков, а также азартные игры.
За воровство полагается отсечение кисти.
Внебрачные половые отношения караются от наказания плетьми до смертной казни.
Гомосексуальность наказывается смертной казнью. За убийство, богохульство и «колдовство» (предсказание будущего, гадание, наведение порчи, любовный приворот и подобное) также полагается смертная казнь.
В марте 2013 года суд Эр-Рияда приговорил сотрудников из НКО «Саудовская Ассоциация гражданских и политических прав» Абдуллу аль-Хамида и Мохаммеда аль-Кахтана к 11 и 10 годам тюрьмы, соответственно, за «нанесение вреда общественному порядку» и «учреждение нелицензированной организации».
В мае 2014 года появилось сообщение о том, что блогер Раиф Бадави был приговорён к 10 годам тюремного заключения и 1000 ударам плетью за «оскорбление ислама».
Широко распространено применение пыток, при этом суды доверяют «признательным показаниям», даже если они получены под пытками или давлением.
По мнению правозащитной организации «Amnesty International», политика Саудовской Аравии в области прав человека должна подвергаться большей критике США.
Отмечается недостаточность усилий государства в предотвращении и искоренении торговли людьми: Саудовская Аравия — популярное место назначения для продажи людей в трудовое и сексуальное рабство.

## Внешняя политика и международные отношения
Внешняя политика Саудовской Аравии направлена на сохранение за королевством ключевых позиций на Аравийском полуострове, среди исламских государств и государств-экспортёров нефти. Дипломатия Саудовской Аравии защищает и продвигает интересы ислама во всем мире. Несмотря на союзнические отношения с Западом, Саудовская Аравия часто подвергается критике за финансирование исламских экстремистов. Известно, что Саудовская Аравия была одним из трёх государств (наряду с Пакистаном и Объединёнными Арабскими Эмиратами), признавших первое правление талибов в Афганистане. Саудовская Аравия является родиной бывшего лидера террористической организации «Аль-Каида» Усамы бен Ладена. Сложные отношения складываются также с Ираном, так как и Саудовская Аравия, и Иран, будучи центрами двух основных ветвей ислама, стремятся к неформальному лидерству в исламском мире.
Саудовская Аравия является ключевым членом в таких организациях, как Лига арабских государств, Совет сотрудничества арабских государств Персидского залива, Организация Исламского сотрудничества, Организация стран-экспортёров нефти.
Как член Лиги арабских государств, Саудовская Аравия поддерживает бойкот Израиля, в том числе и паспортный, наряду с 14 странами не признавая паспорт гражданина Израиля как официальный документ, удостоверяющий личность и запрещая въезд граждан Израиля.
СССР был первой неарабской страной, признавшей в 1926 году Королевство Саудовская Аравия.
В 1990 году были установлены дипломатические отношения с КНР на консульском уровне. В 2007 году были установлены дипломатические отношения между Саудовской Аравией и Папским престолом.
В 2017 году разразился Катарский дипломатический кризис.
В феврале 2021 опубликовано Соглашение между Правительством Российской Федерации и Правительством Королевства Саудовская Аравия о военном сотрудничестве.

## Экономика
Экономика Саудовской Аравии основывается на нефтяной промышленности, которая составляет 45 % валового внутреннего продукта страны. 75 % доходов бюджета и 90 % экспорта составляет экспорт нефтепродуктов. Разведанные запасы нефти составляют 260 миллиардов баррелей (24 % разведанных запасов нефти на Земле). Достоверность запасов поставлена под сомнение публикациями WikiLeaks. Саудовская Аравия играет ключевую роль «стабилизирующего производителя» в Организации стран-экспортёров нефти (ОПЕК), с помощью которой регулирует мировые цены на нефть.
В течение 2021 года экономика Саудовской Аравии, объём которой составил 833,5 млрд долларов, поднялась на 16-е место среди экономик стран G20 по объёму ВВП, чему способствовал рост нефтяного сектора на 51,6 % и ненефтяного сектора на 4,7 процента.
Саудовская Аравия в 2022 году стала лидером среди крупных стран по темпам экономического роста — 8,9 %, на втором месте — Индия (6,3 %).
Больша́я доля ВВП приходится на нефтяную промышленность, но делаются попытки диверсификации. За двадцать лет (2001—2021 гг.) доля добывающей промышленности (нефть и природный газ) сократилась с 53,8 % до 35,3 %. Доля производственных отраслей (без нефтепереработки) в ВВП выросла с 4,6 % до 8,1 %; доля торгового сектора и сектора ресторанов и гостиниц — с 4,4 % до 9,2 %; доля сектора финансовых и риелторских услуг — с 7,1 % до 10,7 %.
Сильные стороны: огромные запасы нефти и газа и превосходная сопутствующая перерабатывающая промышленность. Развит туризм: большие доходы от 2 млн паломников в Мекку в год.
Слабые стороны: профессиональное образование не развито. Высокие субвенции на продовольствие. Импорт большинства потребительских товаров и промышленного сырья. Высокий уровень безработицы среди молодёжи.
В 1990-х страна испытала экономический спад, связанный с падением цен на нефть и одновременно огромным приростом населения. Из-за этого ВВП на душу населения за несколько лет упал с 25 000 до 7 000 долл. В 1999 в ОПЕК было принято решение резко сократить объём добычи нефти, что привело к скачку цен и помогло исправить положение.
В 1999 г. началась обширная приватизация предприятий электроэнергетики и телекоммуникаций.
В декабре 2005 года Саудовская Аравия вступила во Всемирную торговую организацию.

### Внешняя торговля
Экспорт на 2017 год: нефть (65 %) и нефтепродукты (8,3 %), а также различные химические соединения (полимеры, спирты, эфиры, лекарства и удобрения — до 19,5 %) : 170 млрд долларов США. Основные покупатели: Китай (17 %), Япония (15 %), Индия (11 %), США (10 %), Южная Корея (10 %), Сингапур (5 %).
Импорт на 2017 год: промышленное оборудование, продовольствие, химическая продукция, автомобили, текстиль: 96,2 млрд долларов США. Основные поставщики: Китай (19 %), США (8 %), Германия (7,5 %), Южная Корея (5,4 %), Индия (5,2 %).
С 2000-х годов резко возросла роль Китая во внешней торговле королевства: в 2002 году товарооборот Пекина и Эр-Рияда составлял 5,1 млрд долларов, а в 2008 году уже 41,8 млрд долларов США.

## Транспорт

### Автомобильные дороги
Общая протяжённость автомобильных дорог составляет 221 372 км. Из них:
- с твёрдым покрытием — 47 530 км.
- без твёрдого покрытия — 173 843 км.

В Саудовской Аравии женщинам (любой национальности) до 2018 года было запрещено водить автомобиль. Этот закон был принят в 1932 году как итог консервативного толкования положений Корана. С 2018 года до исполнения 30 лет женщина — как с гражданством Саудовской Аравии, так и без него — может водить автомобиль только в присутствии мужа, отца или брата.

### Железные дороги
Железнодорожный транспорт в стране представляет собой несколько сотен километров железных дорог стандартной колеи 1435 мм, связывающих Эр-Рияд с основными портами в Персидском заливе. Управление железными дорогами страны осуществляется двумя государственными компаниями: Организация Саудовских железных дорог и Саудовская железнодорожная компания.
В 2005 году был запущен проект «Север — Юг», предусматривающий строительство железнодорожной магистрали длиной 2400 км и стоимостью свыше 2 млрд долл. В начале 2008 года ОАО «Российские железные дороги» выиграло тендер на строительство участка железной дороги «Север — Юг» протяжённостью 520 км и стоимостью 800 млн долл., однако уже в мае 2008 года результаты тендера были отменены, причём президент РЖД Владимир Якунин назвал это решение политическим.
В октябре 2018 года состоялось открытие 450-километровой ветки «Аль-Харамейн», соединяющей Мекку и Медину.

### Воздушный транспорт
Пассажирские авиакомпании Саудовской Аравии:
- Al-Maha Airlines — внутренние авиалинии. Авиапарк Airbus A 320.
- Flynas — бюджетные авиакомпания, внутренние и международные перевозки.
- Saudi Arabian Airlines — флагманская авиакомпания Саудовской Аравии, внутренние и международные авиалинии.
- SaudiGulf Airlines — внутренние авиалинии. Авиапарк Airbus A 320 и Bombardier CS300.
- Mid East Jet — чартерная авиакомпания.

Количество аэропортов — 208, из них 73 — с бетонными взлётно-посадочными полосами, 6 имеют статус международных:
- King Fahd International Airport (DMM), Эд-Даммам.
- King Abdulaziz International Airport (JED), Джидда.
- King Khalid International Airport (RUH), Эр-Рияд.
- Prince Mohammad Bin Abdulaziz International Airport (MED), Медина.
- Al-Ahsa International Airport (HOF), Эль-Хуфуф.
- Prince Abdul Mohsin bin Abdulaziz International Airport (YNB), Янбу-эль-Бахр

### Метрополитен
По состоянию на март 2014 года, действует метрополитен Мекки.

### Порты
| Красное море - Джидда - Кинг Абдалла - Янбу-аль-Бахр - Дуба - Рабих - Джизан - Фарасан | Персидский залив - Даммам - Джубайль - Хафджи - Эль-Хубар |

## Культура
В одежде жители Саудовской Аравии придерживаются национальных традиций и канонов ислама, избегая излишней откровенности. Мужчины носят длинные рубахи (савб) из шерсти либо хлопка. Традиционный головной убор — гутра (куфия). В холодное время поверх дишдаши (традиционная одежда мужчин стран Персидского залива: закрывающая тело от шеи до пят рубаха с длинными рукавами, известная также как сауб, кандура, камис) надевают бишт — накидку из верблюжьей шерсти, чаще всего в тёмных тонах. Женская традиционная одежда богато украшена племенными знаками, монетами, бисером, нитями. Покидая дом, саудовская женщина обязана прикрыть тело абайёй, а голову — хиджабом. Иностранным женщинам также необходимо носить абайю (а под ней — брюки или длинное платье).
Ислам запрещает употребление свинины и алкоголя. К традиционной пище относятся цыплята-гриль, фалафель, шаурма, люля-кебаб, кусса махши (фаршированные кабачки), а также пресный хлеб — хубз. Практически во все блюда обильно добавляют различные специи и пряности.
Среди излюбленных напитков арабов — кофе и чай. Их распитие часто носит церемониальный характер. Арабы пьют чёрный чай с добавлением различных трав. Арабский кофе славится традиционной крепостью. Его пьют маленькими чашками (часто с добавлением кардамона) и употребляют очень часто.
Культура Саудовской Аравии тесно связана с исламом. Ежедневно пять раз в день муэдзин призывает правоверных мусульман к молитве (намазу). Служение иной религии, распространение прочей религиозной литературы, строительство церквей, буддистских храмов, синагог запрещено.
Общественные театры и кинотеатры были запрещены с 1980-х годов по 2018 год. Когда запрет сняли, зрителям был показан полнометражный американский мультфильм «The Emoji Movie».

### Образование
В начальный период своего существования Саудовское государство не могло дать всем своим гражданам гарантий образования. Образованными были лишь служители мечетей и исламских школ. В таких школах люди обучались читать и писать, а также изучали исламское право.
Министерство образования Саудовской Аравии было основано в 1954 году. Его возглавил сын первого короля Фахд.
В 1957 году в Эр-Рияде был основан первый в королевстве университет — имени короля Сауда. К концу XX столетия в Саудовской Аравии установилась система, предоставляющая всем гражданам бесплатное образование — от дошкольного до высшего.
Сегодня[уточнить] система образования в королевстве представляет собой 8 университетов, свыше 24 000 школ и большое количество колледжей и прочих образовательных учреждений.
Более четверти государственного годового бюджета тратится на образование.
Кроме бесплатного образования, правительство предоставляет студентам все необходимое для учёбы: литературу и даже медицинское обслуживание. Государство также спонсирует обучение своих граждан в зарубежных университетах — главным образом, в США, Великобритании, Канаде, Австралии, Малайзии.

### СМИ
Saudi Press Agency (SPA) — государственное информационное агентство.
Государственная телерадиокомпания SBC (Saudi Broadcasting Corporation, المملكة العربية السعودية هيئة الإذاعة والتلفزيون‎ — «Саудовская радиовещательная корпорация»), включает в себя телеканалы Al Saudiya и Saudi 2, радиостанции Радио Эр-Рияд, Радио Джидда и Радио Священного Корана. Саудовское информационное агентство вещает на различных языках, в том числе и на русском.

#### Интернет
В стране разработано специальное законодательство, которое регулирует работу Интернета в стране: в январе 2008 г. в Саудовской Аравии вступили в силу 16 статей нового закона о применении технологий. Согласно закону, запрещено создание сайтов, которые защищают или поддерживают терроризм (наказание — до 10 лет или штраф); запрещено мошенничество и вмешательство в частную жизнь (наказание — ограничение свободы на срок до трёх лет и штраф); запрещено распространять порнографические материалы и иные другие, которые нарушают государственное законодательство, религиозные ценности и нормы общественной жизни (наказание — до 5 лет и штраф).
Соучастие в преступлении или даже умысел на совершение противоправного действия в сфере информационных технологий может составить до половины максимального срока.
В октябре 2019 года ближневосточный оператор Zain запустил коммерческую сеть 5G в 20 городах Саудовской Аравии.

### Спорт
Занятие спортом пользуется популярностью среди молодых людей. Женщины редко занимаются спортом; если занимаются — то в закрытых помещениях, где нет мужчин.
Самая популярная игра в стране — футбол (см. Футбол в Саудовской Аравии), хотя национальная сборная королевства принимает участие и в чемпионатах по волейболу, баскетболу, а также в летних Олимпийских играх. Сборная Саудовской Аравии по футболу считается одной из сильнейших команд в Азии, трижды она становилась обладателем Кубка Азии — в 1984, 1988 и 1996 годах.
Чрезвычайной популярностью среди молодёжи пользуется дрифт — техника вождения автомобиля в управляемом заносе. Такие состязания запрещены законом. Часто на них не обходится без жертв, но они неизменно собирают толпы автолюбителей, зрителей и зевак.
Саудовские компании активно инвестируют в целый ряд популярных зарубежных спортивных лиг, событий, клубов в таких видах спорта как футбол, автоспорт, бокс и других. Одной из целей таких инвестиций эксперты называют стремление к улучшению имиджа страны в мире.

### Министерство культуры
Летом 2018 г. в Саудовской Аравии появилось Министерство культуры.

### Религия
Официальная религия — ислам суннитского толка. Большинство населения исповедует салафию.
Шииты составляют примерно 10—15 % населения страны и проживают, в основном, в восточных провинциях страны (см. Шииты в Саудовской Аравии).
Для въезжающих в Саудовскую Аравию иностранцев-немусульман существует запрет на посещение священного города Мекки. Для определения религиозной принадлежности в саудовской визе содержится графа о вероисповедании иностранца, что позволяет религиозной полиции разворачивать иностранных граждан-немусульман у въездов в священные города.
В стране действует религиозная полиция (муттава). Солдаты Шариатской гвардии постоянно патрулируют улицы и общественные заведения с целью пресечения попыток нарушения канонов ислама. В случае обнаружения нарушения виновный несёт соответствующее наказание (от штрафа до отсечения головы).
В стране проживают также и представители других религий — христиане, индуисты, буддисты, сикхи, бахаи. Численность христиан оценивается в 1,2 млн человек; самые крупные конфессии представлены католиками (1,05 млн) и пятидесятниками (83 тыс.).
Среди иммигрантов из Египта, Эфиопии, Эритреи и Ливана имеются сторонники древневосточных православных церквей (около 50 тыс.) — Коптской, Эфиопской, Эритрейской и Сиро-яковитской.

### Женщины в саудовском обществе
Саудовским женщинам разрешили жить в одиночестве без разрешения опекуна-мужчины. Такую возможность они обрели после внесения законодательной поправки, предоставляющей женщинам право на независимую жизнь, которое даёт им свободу оставаться самостоятельно в отдельном жилье, не спрашивая одобрения своих опекунов-мужчин. В 2021 году королевство внесло поправку в законодательство, позволяющую взрослой женщине жить одной в отдельном доме без разрешения отца или опекуна-мужчины.
В 2018 году власти Саудовской Аравии отменили обязательное ношение абайи, хиджаба, паранджи, бурки. В настоящее время женщинам не обязательно носить абайю или хиджаб, однако следует «одеваться скромно» (впрочем, как и мужчинам). Как правило, на людях не только женщинам, но и мужчинам рекомендуется носить свободную одежду, закрывающую тело до локтя и ниже щиколотки.
С 2019 года в Саудовской Аравии женщины могут путешествовать без разрешения мужчин, самостоятельно регистрировать детей и подавать заявление на развод. В королевстве вступили в силу поправки к действующему законодательству, которые уравнивают в правах женщин и мужчин, достигших 21 года. Согласно поправкам, женщины, достигшие совершеннолетия, получили право самостоятельно подавать документы на оформление загранпаспорта, а обзаведясь этим документом, покидать территорию страны без разрешения мужчины-опекуна (мужа или родственника-мужчины).
Кроме того, саудовским женщинам впервые позволили самостоятельно получать свидетельство о рождении ребёнка, регистрировать смерть. Они могут также подавать заявление о заключении брака или на развод.
В 2019 году в Саудовской Аравии женщинам разрешили служить в армии.
В 2022 году была создана женская сборная страны по футболу.
В 2023 году саудовские женщины начали работать машинистами скоростных поездов.
Первая женщина-космонавт из Саудовской Аравии — Райана Барнауи, имеющая медицинское образование, — в мае 2023 года отправилась в космос вместе с тремя другими космонавтами; на МКС её задача состояла в проведении ряда научных экспериментов в условиях невесомости.
По состоянию на август 2023 года женщины составляют 36 процентов рабочей силы Саудовской Аравии.
Саудовская Аравия возглавляет список женского здоровья среди арабских стран, опережая Великобританию.
В 2019 году власти Саудовской Аравии ввели запрет на ранние браки, установив минимальный брачный возраст 18 лет.
В Саудовской Аравии 60 % студентов университетов страны — женщины.
Однако женщин продолжают подвергать дискриминации в судах: в юридической системе Саудовской Аравии показания мужчины равны показаниям двух женщин. Мужчинам разрешено многожёнство, они пользуются односторонним правом развода со своими жёнами (талак), и для этого им не требуется каких-либо законных оснований. Женщина может получить развод только с согласия мужа или если будет юридически доказано, что муж причиняет ей вред. На деле же, получить законный развод для саудовской женщины очень сложно. Что касается права наследования, то, согласно Корану, определённую часть состояния покойного нужно отдать наследникам. По сравнению с наследником-мужчиной женщина может получить лишь половину имущества. Мусульмане-сунниты могут завещать треть собственности наследникам не по Корану. Часть наследства, не определённая завещанием, разделяется между наследниками по мужской линии.
Культурные нормы ограничивают поведение женщины на публике. За их соблюдением следит религиозная полиция (мутава). В ресторанах женщины должны сидеть в отдельных, предназначенных для семей секциях. В декабре 2011 года Высший религиозный совет Саудовской Аравии — Меджелис аль-Ифта эль-Аала — оставил в силе запрет на выдачу водительских прав женщинам. В 2013 году женщинам разрешили кататься на мотоциклах и велосипедах, но при сопровождении мужчины/опекуна и подальше от мужской толпы, чтобы не «вызывать агрессию» у мужчин. Женщинам разрешили водить машину с 24 июня 2018 года.
По мнению Хатуна аль-Фасси, нет возможности установить, сколько женщин желают изменений в социальном устройстве. Саудовские консерваторы отвергают иностранных критиков, считая, что те не в состоянии понять уникальности саудовского общества.
Некоторые саудовские женщины смогли подняться на вершины профессий или получить известность (например, доктор Гада аль-Мутари, возглавляющая медицинский исследовательский центр в Калифорнии, и доктор Салва аль-Хазаа, глава офтальмологического отделения в госпитале короля Фейсала в Эр-Рияде, бывшая личным офтальмологом покойного короля Фахда). 24 июня 2011 года саудовским спортсменкам было разрешено принимать участие в Олимпийских играх.
25 сентября 2011 года, после очередного раунда муниципальных выборов, король Абдалла объявил, что саудовским женщинам следует предоставить право голосовать и баллотироваться на муниципальных выборах. Тем не менее для того чтобы голосовать, нужно получить разрешение опекуна.
Международный гендерный отчёт мирового экономического форума 2010 года поставил Саудовскую Аравию по равенству гендеров на 129-е место среди 134 стран.
Государственный департамент США считает дискриминацию женщин в Саудовской Аравии существенной проблемой для США и желает саудовским женщинам получить некоторые[какие?] политические или социальные права.
В 2017 году король Салман издал декрет, по которому женщинам в стране с 2018 года разрешено получать водительские удостоверения и управлять автомобилем. В июне 2018 года в Саудовской Аравии были выданы первые водительские права на имя женщины.
Согласно данным Thomson Reuters Foundation, опубликовавшего по итогам 2018 года рейтинг самых опасных для женщин стран мира, Саудовская Аравия занимает пятую позицию в списке государств с наибольшим количеством рисков для женщины в плане здравоохранения, доступа к экономическим ресурсам, обычной жизни, сексуального насилия и торговли людьми. При этом Отчёт о развитии человечества Программы развития ООН 2022 года ставит Саудовскую Аравию на 35-е место в мире по индексу человеческого развития (в число наиболее развитых стран) — на одном уровне с Литвой и выше ряда членов Европейского союза.
В 2018 году Саудовская Аравия одобрила меру, предусматривающую уголовную ответственность за сексуальные домогательства. Она предусматривает тюремное заключение на срок до пяти лет и штраф в размере 300 000 риалов (80 000 долларов США).
В 2021 году Саудовская Аравия внесла поправки в свои законы о борьбе с домогательствами, которые предусматривают публичное осуждение виновных с обязательством последних публиковать вынесенные им приговоры в местных СМИ за собственный счёт.

## Вооружённые силы
Состоят из сухопутных войск, военно-морских сил, военно-воздушных сил, войск ПВО, стратегических ракетных сил и национальной гвардии. Страна разделена на 6 военных округов.
В рядах вооружённых сил королевства проходят службу 224 500 человек (в том числе национальная гвардия). Служба — контрактная. К воинской службе привлекаются и иностранные наёмники.
Численность вооружённых сил непрерывно растёт, так в 1990 они насчитывали всего 90 тысяч чел. Основным поставщиком оружия для королевства традиционно являются США (85 % всего вооружения). В стране выпускаются бронетранспортёры собственной разработки.
Саудовская Аравия входит в первую десятку стран по объёмам финансирования вооружённых сил: военный бюджет составляет 10—11 % ВВП (самый высокий показатель среди стран Персидского залива).

### Структура
- Сухопутные войска. Численность — 80 тыс. человек в 10 бригадах (в том числе: бронетанковые, механизированные, воздушно-десантные; артиллерийские, армейской авиации, пехотная бригада королевской гвардии). Вооружение: 1055 танков, 170 САУ, 238 буксируемых орудий, 60 РСЗО, 2400 ПТРК, 9700 БМП, 300 БА, 1900 ЗРК.
- Военно-морские силы Саудовской Аравии. Численность — 15,5 тысяч человек. Состоит из Западного (в Красном море) и Восточного (в Персидском заливе) флотов. В составе 18 кораблей и 75 катеров. В морской авиации 31 вертолёт, в том числе 21 боевой. Морская пехота. Имеются войска береговой обороны.
- Королевские военно-воздушные силы. Численность — 19 тыс. человек; на вооружении — 293 боевых самолёта, 78 вертолётов.
- Силы противовоздушной обороны. Численность — 16 тыс. человек. Объединены в единую систему с США. Силы ПВО состоят из зенитно-ракетных комплексов, зенитной артиллерии, частей радиотехнических войск. В оперативном подчинении сил ПВО находятся истребители ВВС.
- Королевские Саудовские стратегические ракетные силы.

Численность: более 1000 человек. На вооружении около 40 китайских баллистических ракет средней дальности (2000—2800 км, с боеголовкой весом до 2 тонн) «Дунфэн-3» (CSS-2), купленных у Китая в 1987 году, размещённых сначала на базе Аль Сулайюль, затем также на базе Аль-Джуфайр примерно в 90 км к югу от столицы.
- Военизированные формирования. Национальная гвардия (75 тыс. человек в 3 механизированных и 5 пехотных бригадах, а также церемониального кавалерийского эскадрона; на вооружении артиллерия и БМП, танков нет); Корпус пограничной охраны (1050 человек) в мирное время находится в ведении МВД); Береговая охрана (4,5 тыс. чел.; располагает 50 патрульными катерами, 350 моторными лодками, королевской яхтой); Силы безопасности (500 чел).